# Fiera alla Pieve
La Fiera alla Pieve è il culmine dei festeggiamenti che vengono effettuati a Sinalunga in onore della Madonna del Rosario.
Questi festeggiamenti si svolgono alla Pieve di Sinalunga (ovvero la parte del paese ai piedi del colle ove sorge l'agglomerato medievale), cominciano la prima domenica di ottobre, raggiungono l'apice con il fierone del martedì successivo, e si concludono la domenica seguente.

## Storia

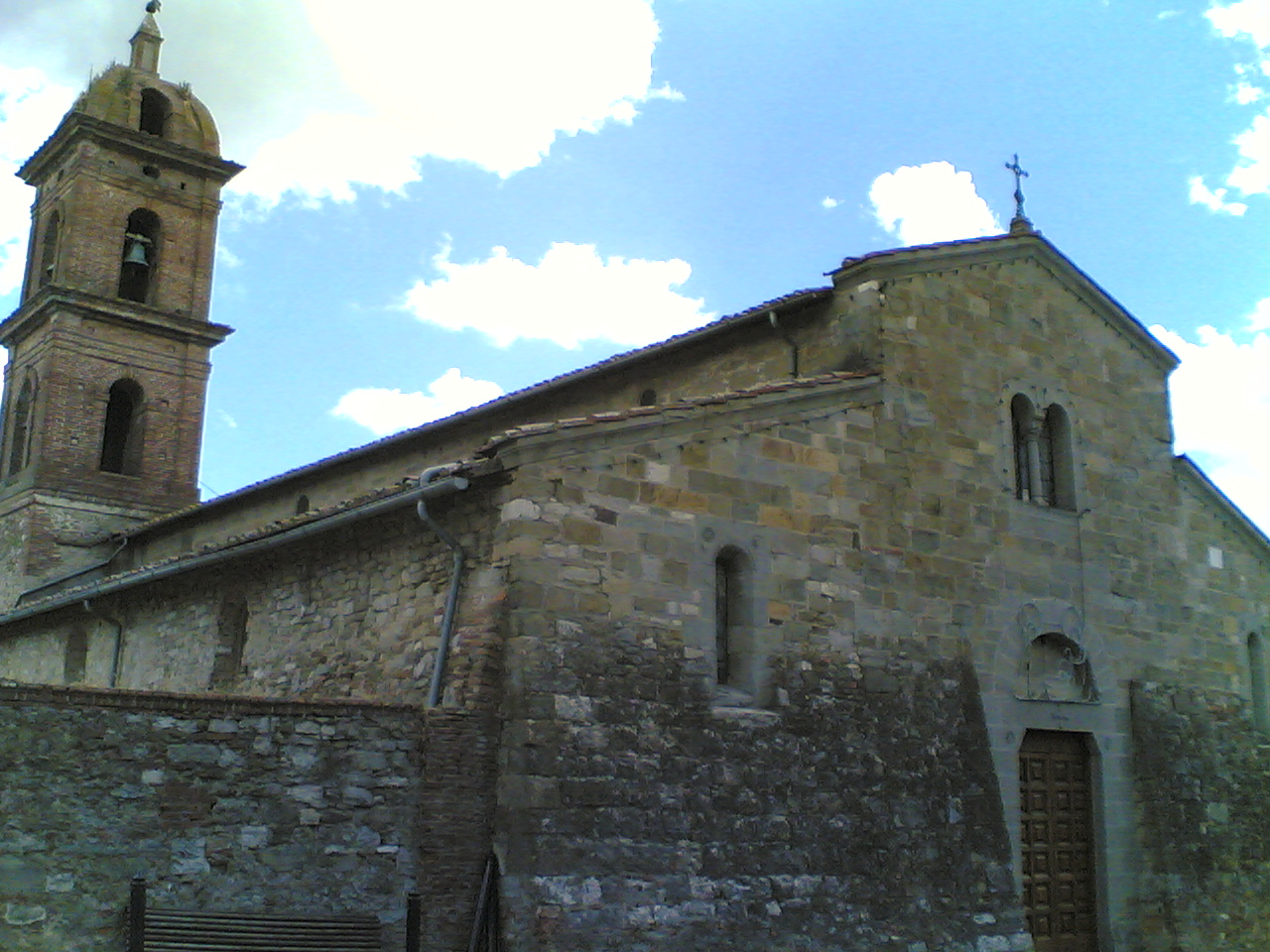
Chiesa di San Pietro Ad Mensulas, Pieve di Sinalunga

La Fiera alla Pieve nasce come corollario ai più importanti ed antichi festeggiamenti della Madonna del Rosario di cui si hanno notizie già in epoca paleocristiana. Infatti, già nel VII e VII secolo d.C. centinaia di pellegrini del centro Italia si recavano in ottobre presso la chiesa della Pieve, la Pieve di San Pietro ad Mensulas, dove potevano adorare la Madonna del Rosario. Al loro seguito, giungevano anche alcuni macellai, che si operavano per rifocillare i pellegrini stanchi. Il loro piatto forte era la porchetta, che da allora è diventato il simbolo pagano della Fiera alla Pieve, il tradizionale cibo consumato oggi passeggiando per la fiera stessa.

## Il Fierone
I festeggiamenti religiosi non sono oggi l'attrazione principale per la maggior parte della gente che confluisce alla Fiera alla Pieve. Già dagli inizi del XIX secolo, il mercato del bestiame aveva preso il sopravvento sull'aspetto religioso per quanto riguarda la popolarità della festa. Data la grande estensione del mercato del bestiame, molto più grande di quella dei normali mercati che ancora oggi si svolgono attualmente in questa zona, la fiera del martedì fu denominata il fierone, nome che assume ancora oggi. Attualmente è una fiera molto estesa che occupa tutta la Pieve di Sinalunga che attira migliaia persone dal Centro Italia, e principalmente dalle province di Siena, Arezzo e Perugia. Non è più presente il mercato del bestiame da fattoria (essenzialmente bovini e suini), ma nella mattina del fierone sono presenti molti mercanti di animali da compagnia, specialmente di uccelli, un retaggio del vecchio mercato del bestiame.

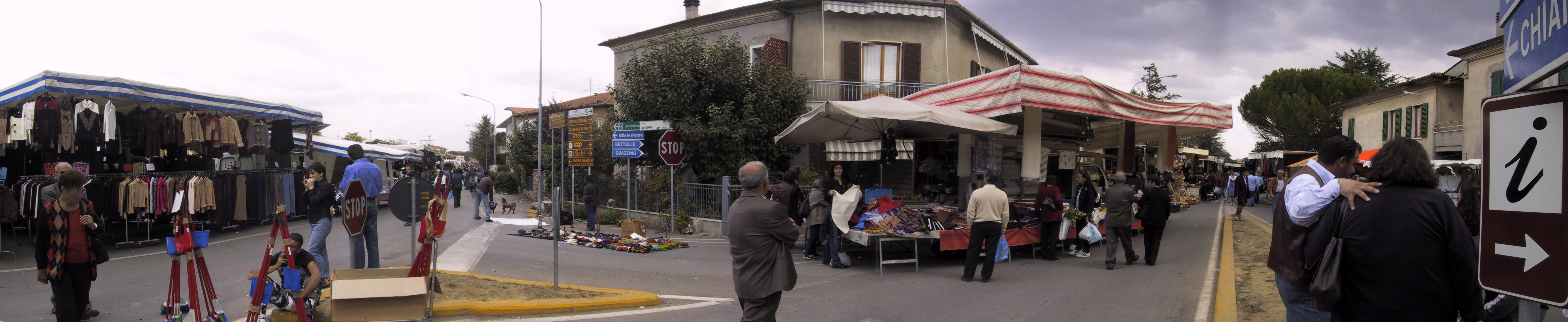
Panoramica di una zona della Fiera alla Pieve (ottobre 2002)